# Little John
Little John ist eine wahrscheinlich fiktive Person in der Legende von Robin Hood. Er soll in dessen Bande den zweithöchsten Rang nach Robin Hood selbst eingenommen haben.

## Frühe Notizen in Chroniken
Schon in den ältesten Chroniken, die Robin Hood erwähnen, erscheint Little John als sein Begleiter – als einziges der in späteren Balladen erwähnten Bandenmitglieder. Diese ältesten Erwähnungen finden sich in dem über Schottland handelnden Geschichtswerk von Andrew Wyntoun (1420 verfasst; Eintrag über Robin Hood und Little John für das Jahr 1283) und in der in den 1440er-Jahren entstandenen Scotichronicon des Walter Bower, der die Notiz über die Geächteten als eine seiner Erweiterungen der Chronica gentis Scotorum des John Fordun unter dem Jahr 1266 einfügte. Deshalb dürfte Little John von Anfang an mit der Robin-Hood-Legende in Verbindung gebracht worden sein. John Major erwähnte die beiden Geächteten in seiner 1521 verfassten Historia majoris Britanniae unter den Jahren 1193–1194, als sich der englische König Richard Löwenherz in deutscher Gefangenschaft (Festung Trifels) befand.

## Legende
In den frühesten Balladen erscheint Little John als kluger und eigenständig handelnder Mann an führender Stelle in Robins Bande. Wie er zu Robins Merry Men stößt, wird erst in späteren Versionen der Legende ausgeführt. Nach den Angaben einer aus dem 17. Jahrhundert stammenden Ballade ist er ein riesiger Mann und sein eigentlicher Name soll John Little gewesen sein. Robin Hood trifft ihn zum ersten Mal, als der Hüne versucht, ihn am Überqueren einer kleinen Brücke zu hindern. Die beiden Männer kämpfen mit Schlagstöcken; Robin verliert und stürzt in den Fluss. Beeindruckt von den Fähigkeiten des Riesen macht ihm Robin das Angebot, seiner Bande beizutreten und an seiner Seite zu kämpfen. Er stimmt zu und wird in Little John umgetauft, da er doch so „klein“ sei. 
In der berühmtesten Balladensammlung A Gest of Robyn Hode fängt Little John den bekümmerten Ritter Richard of the Lee und führt ihn als „Gast“ zu Robin Hood. Als sich herausstellt, dass der Ritter unschuldig vom korrupten Sheriff und einem Abt in die Armut gestürzt worden ist, leiht ihm Robin die noch ausständige Geldsumme und gibt ihm Little John als Knappen und Beschützer mit. 
In dem zu den frühesten Balladen gehörenden Stück Robin Hood and the Monk (um 1450) beleidigt der Bandenführer seinen Freund Little John, der ihn daraufhin verlässt. Als aber Robin Hood heimtückisch in Gewahrsam genommen wird, tötet Little John zusammen mit dem Müllerssohn Much den verräterischen Mönch, der den König von Robins Gefangennahme unterrichten soll. Dann geben sich beide selbst als Boten aus, täuschen den Sheriff listig und können endlich Robin befreien. Dennoch lehnt Little John Robins Dankesangebot ab, selbst der Bandenführer zu werden.
Unter dem falschen Namen Reynold Greenleaf tritt Little John in einer Episode in die Dienste des größten Feindes der Bande, des Sheriffs von Nottingham. Da aber dieser Reynold an einer anderen Stelle der Gest als eigenständige Person auftritt und sein Name nach Hofurkunden des 15. Jahrhunderts offenbar generell einen Geächteten bezeichnete, dürfte er ursprünglich ein weiteres Bandenmitglied gewesen sein und erst vom Autor der Gest mit Little John verschmolzen worden sein.
In der Ballade Robin Hood’s Death erscheint Little John als einzig anwesendes Bandenmitglied beim bevorstehenden Tod Robin Hoods. Der sterbende Held verbietet ihm aber, Rache an seiner Mörderin, einer Priorin, zu nehmen, weil sie eine Frau ist.
Little John war auch eine Gestalt in den vom 15. bis zum 17. Jahrhundert in Schottland veranstalteten Robin-Hood-Spielen.

## Angebliches Grab

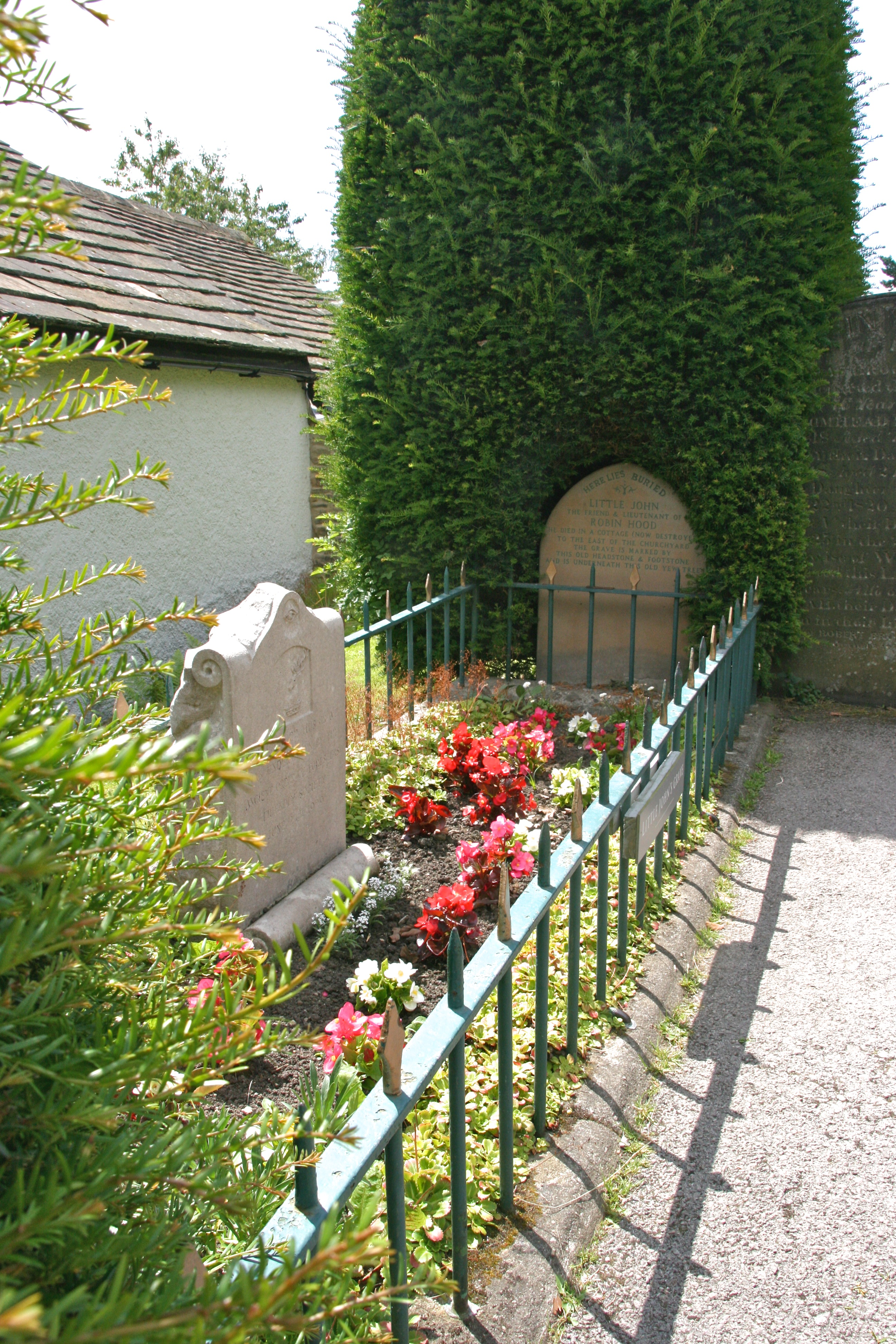
Little John’s Grave in Hathersage

Little John soll in dem Ort Hathersage nahe Sheffield begraben sein. Es wird zudem behauptet, dass er auch dort geboren wurde. Ein moderner Grabstein zeigt angeblich den Ort seiner letzten Ruhestätte an. Dieses Grab gehört der Familie Nailor (oder Naylor), weshalb deren Name manchmal als Johns Familienname angegeben wird.

## Verfilmungen
Der US-amerikanische Schauspieler Alan Hale verkörperte in Verfilmungen dreimal die Gestalt des Little John: 1922 spielte er diese Rolle an der Seite des den Robin Hood darstellenden Douglas Fairbanks in Robin Hood, 1938 im Film Robin Hood, König der Vagabunden mit Errol Flynn in der Hauptrolle und schließlich 1950 im Film Robin Hoods Vergeltung, in dem John Derek den Bandenchef spielte.
Des Weiteren übernahmen die Rolle des Little John u. a. Archie Duncan in einer Fernsehserie der 1950er-Jahre, Clive Mantle in einer Fernsehserie der 1980er-Jahre und Nick Brimble im Film Robin Hood – König der Diebe (1991) mit Kevin Costner als Robert of Locksley. Schließlich verkörperte Gordon Kennedy 2006 die Gestalt des Little John in einer von der BBC herausgebrachten Version. In der Verfilmung von Ridley Scott (2010) wurde er von Kevin Durand dargestellt.